# (239) Адрастея
(239) Адрастея (др.-греч. Ἀδράστεια) — типичный астероид главного пояса, который был обнаружен 18 августа 1884 года австрийским астрономом Иоганном Пализой в Венской обсерватории. Назван в честь Адрастеи, нимфы в древнегреческой мифологии, воспитавшей Зевса на Крите и являвшейся его кормилицей, или дочери Зевса, богини вечной справедливости. Название было предложено госпожой Бертой Шнайдер. 

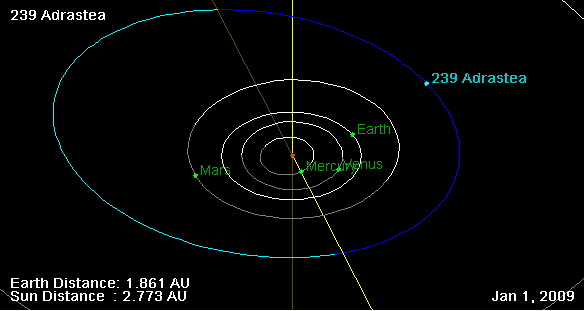
Орбита астероида Адрастея и его положение в Солнечной системе

Астероид не следует путать с одноимённым спутником Юпитера.